# Jean-Christophe Combe
Jean-Christophe Combe (ur. 14 września 1981 w Sainte-Menehould) – francuski polityk i urzędnik, dyrektor generalny Francuskiego Czerwonego Krzyża, od 2022 do 2023 minister solidarności, autonomii i osób niepełnosprawnych.

## Życiorys
Absolwent historii na Université Paris Sorbonne, ukończył też studia w Instytucie Nauk Politycznych w Paryżu. Był pracownikiem frakcji centrystów w Senacie, a także firmy konsultingowej Deloitte. Kierował gabinetami merów miejscowości Châlons-en-Champagne (2007–2009) i Saint-Germain-en-Laye (2009–2011).
Związany później z Francuskim Czerwonym Krzyżem. W 2011 prezes tej organizacji Jean-François Mattei powołał go na dyrektora swojego gabinetu. Następnie obejmował stanowiska dyrektora do spraw zaangażowania (2012), zastępcy dyrektora generalnego (2015) i p.o. dyrektora generalnego (2016). W 2017 otrzymał nominację na dyrektora generalnego Francuskiego Czerwonego Krzyża.
W lipcu 2022 został ministrem solidarności, autonomii i osób niepełnosprawnych w rządzie Élisabeth Borne. Urząd ten sprawował do lipca 2023.